# سولیسلاو
سولیسلاو (به چکی: Sulislav) یک منطقهٔ مسکونی در جمهوری چک است که در ناحیه تاخوو واقع شده‌است. سولیسلاو ۹٫۵۷ کیلومتر مربع مساحت و ۲۰۵ نفر جمعیت دارد و ۴۵۸ متر بالاتر از سطح دریا واقع شده‌است.